# Serghei Svetlakov
Serghei Iurevici Svetlakov (rusă Сергей Юрьевич Светлаков, n. 12 decembrie 1977, Sverdlovsk) este un om de comedie, dramaturg, scenarist, prezentator de televiziune rus, fost participant al proiectului televizat KVN.